# 片坂町
片坂町（かたさかちょう）は、愛知県名古屋市瑞穂区の地名。現行行政地名は片坂町1丁目から片坂町3丁目。住居表示未実施地域。

## 地理
名古屋市瑞穂区南部に位置する。東は仁所町、西は釜塚町、南は軍水町、北は弥富通に接する。

## 歴史

### 地名の由来
弥富町の旧字片坂による。当地が南向きに傾斜した「片方の坂」であったことに由来する。

### 沿革
- 1952年（昭和27年）9月1日 - 瑞穂区弥富町字片坂・中新田・軍水・西屋敷の各一部により、同区片坂町1～3丁目として成立[1]。

## 世帯数と人口
2019年（平成31年）3月1日現在の世帯数と人口は以下の通りである。
| 町丁   | 世帯数  | 人口  |
| ------ | ------- | ----- |
| 片坂町 | 427世帯 | 922人 |

### 人口の変遷
国勢調査による人口の推移
| 1955年（昭和30年） | 589人   | [ 9 ]  |  |
| 1960年（昭和35年） | 712人   | [ 10 ] |  |
| 1965年（昭和40年） | 905人   | [ 10 ] |  |
| 1970年（昭和45年） | 1,133人 | [ 11 ] |  |
| 1975年（昭和50年） | 1,098人 | [ 11 ] |  |
| 1980年（昭和55年） | 1,004人 | [ 12 ] |  |
| 1985年（昭和60年） | 924人   | [ 12 ] |  |
| 1990年（平成2年）  | 969人   | [ 13 ] |  |
| 1995年（平成7年）  | 938人   | [ 14 ] |  |
| 2000年（平成12年） | 935人   | [ 15 ] |  |
| 2005年（平成17年） | 897人   | [ 16 ] |  |
| 2010年（平成22年） | 916人   | [ 17 ] |  |

## 学区
市立小・中学校に通う場合、学校等は以下の通りとなる。また、公立高等学校に通う場合の学区は以下の通りとなる。
| 丁目        | 番・番地等 | 小学校               | 中学校               | 高等学校 |
| ----------- | ---------- | -------------------- | -------------------- | -------- |
| 片坂町1丁目 | 全域       | 名古屋市立弥富小学校 | 名古屋市立萩山中学校 | 尾張学区 |
| 片坂町2丁目 | 全域       | 名古屋市立中根小学校 | 名古屋市立萩山中学校 | 尾張学区 |
| 片坂町3丁目 | 全域       | 名古屋市立中根小学校 | 名古屋市立萩山中学校 | 尾張学区 |

## その他

### 日本郵便
- 郵便番号 : 467-0052[4]（集配局：瑞穂郵便局[20]）。